# Franz Glas
Franz Glas (* 31. Oktober 1865 in Klagenfurt; † 28. Juli 1944 in Wien) war ein österreichischer Jurist und Politiker.

## Leben
Als Sohn eines Oberlandesgerichtsrats geboren, studierte Glas nach dem Besuch der Gymnasien in Klagenfurt und Graz Rechtswissenschaften in Graz. Während seines Studiums wurde er 1883 Mitglied der Grazer akadenmischen Burschenschaft Cheruskia. 1889 wurde er zum Dr. iur. promoviert und kam nach mehreren Stationen 1896 ans Bezirksgericht Pettau, dessen Leiter er ab 1900 wurde. 1908 wurde er Landesgerichtsrat und ging 1910 ans Oberlandesgericht Graz, wo er 1914 Oberlandesgerichtsrat wurde. 1919 wurde er Hofrat und 1922 Senatsvorsitzender des Oberlandesgerichts Graz. Dessen Leiter wurde er 1927, später dessen Präsident. Nach seiner Pensionierung 1930 war er von 1933 bis 1934 Justiz-Staatssekretär in der Regierung Dollfuß II. Zur Zeit der Ständestaatesdiktatur war er von 1934 bis 1938 Mitglied des Staatsrates. Als früherer Vertreter des Deutschen Klubs und des Deutsch-Sozialen Volksbundes sympathisierte er mit dem Nationalsozialismus. Glas beantragte am 30. März 1940 die Aufnahme in die NSDAP und wurde zum 1. April desselben Jahres aufgenommen (Mitgliedsnummer 7.976.001).

## Ehrungen
- 1933: Ehrensenator der Universität Graz
- Ehrenbürger von Graz
- Franz-Joseph-Orden, Ritterkreuz